# Platytomus freudei
Platytomus freudei är en skalbaggsart som beskrevs av Vladimir Balthasar 1960. Platytomus freudei ingår i släktet Platytomus och familjen Aphodiidae. Inga underarter finns listade i Catalogue of Life.